# Design for Six Sigma
O DFSS (Design for Six Sigma) é uma metodologia que visa manter a qualidade em projetos de novos produtos, o modelo pode ser aplicado em processos produtivos ou na execução de serviços que precisam ser elaborados de tal forma que ao entrarem em funcionamento já atinjam a excelência dos seis sigmas. Este modelo também pode ser aplicado a projetos cujo desempenho está tão baixo que possa comprometer a finalidade daquele trabalho. Sendo assim ele pode projetar um novo produto ou ainda projetar novamente um produto ou serviço já existente.
O sistema DFSS traz ferramentas que podem reduzir custos e melhorar a qualidade, mas a principal finalidade é agregar valor ao produto por meio de inovações e da busca do atendimento das reais necessidades dos clientes. Esse programa é apontado como grande facilitador para que se atinja o nível seis sigmas no controle da qualidade, pois a qualidade do produto é projetada e não somente melhorada. Por meio da metodologia DMADV (definição, medição, análise, projetos e verificação).
Além das ferramentas estatísticas, também são utilizadas algumas ferramentas analíticas para o auxilio na tomada de decisão, VOC (voz do cliente), VA (analise de valor/trimming), QFD (quality function deployment), RE (engenharia robusta – método Taguchi) e TD (projeto de tolerâncias – método Taguchi).